# Roger Kellaway
Roger Kellaway (1 november 1939 i Massachusetts) er en amerikansk komponist, arrangør og pianist.
Kellaway har komponeret musik til et væld af film, symfoniorkestre, bigband´s, balletter og teatre.
Han har som pianist spillet i de fleste genre, særdeles jazzen. 
Han har spillet med Elvis Presley, Barbra Streisand, Zoot Zims, Quincy Jones, Oliver Nelson, Thad Jones, Red Mitchell, Henry Mancini, Sonny Rollins, Ben Webster og Clark Terry etc.
Kellaway har indspillet og ledet grupper i eget navn.